# Wye

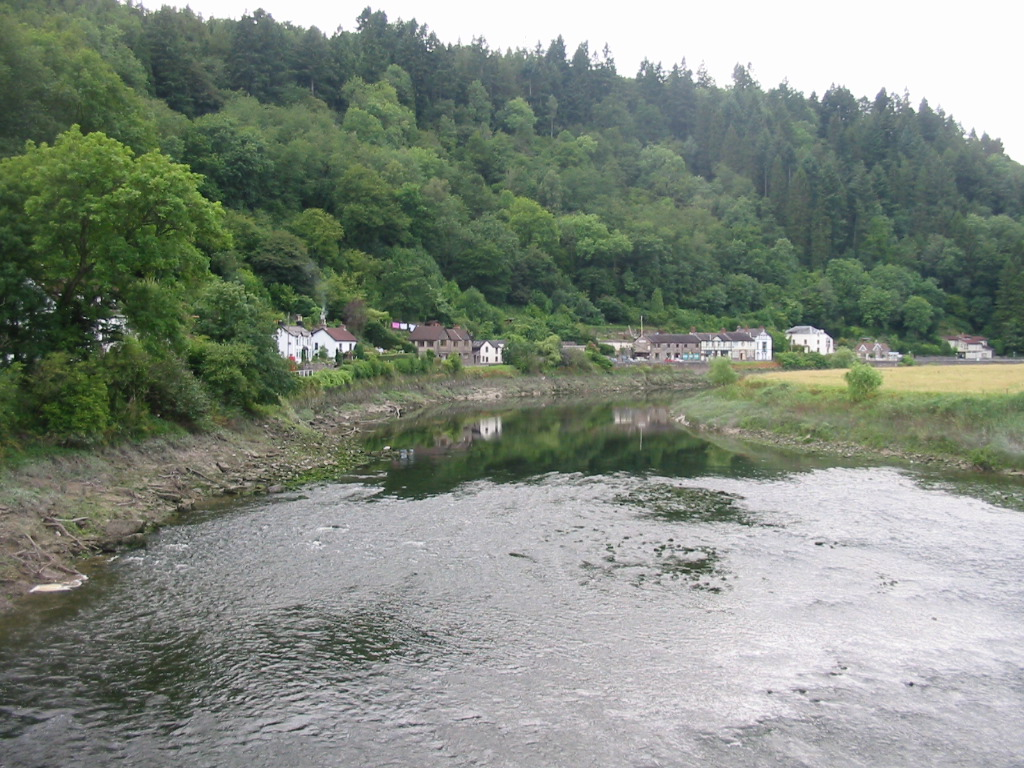
Il fiume Wye ed il villaggio di Tintern posto sulla riva del Galles

Il Wye (Afon Gwy in gallese) è un fiume della Gran Bretagna, che scorre tra il Galles e l'Inghilterra.

## Geografia
Il fiume nasce dal Plynlimon, nella catena dei monti Cambrici, nel Galles centro-occidentale. Scorre verso sud-est nella contea di Powys e dopo aver ricevuto da sinistra l'Afon Marteg, attraversa il primo centro di una certa importanza, la cittadina di Rhayader. Proseguendo verso sud-est riceve da destra il fiume Afon Claerwen e da sinistra l'Ithon. Attraversa Builth Wells, nei cui pressi riceve l'Irfon, e raggiunge il confine con l'Inghilterra a 
Hay-on-Wye. In Inghilterra scorre verso est nell'Herefordshire e bagna il capoluogo di contea di Hereford. Poco dopo Hereford riceve da nord il fiume Lugg e prosegue in direzione sud disegnando ampie curve nella fertile valle dell'Herefordshire meridionale. Dopo aver lambito Ross-on-Wye segna per un tratto il confine tra l'Herefordshire ed il Gloucestershire scorrendo verso est. Attraversa Symonds Yat e rientra nel territorio del Galles dove bagna Monmouth e riceve il Monnow da nord. Dopo Monmouth prosegue verso sud nel Monmouthshire e segna poi il confine tra il Galles e l'Inghilterra. Bagna il villaggio di Tintern, passando accanto alla celebre abbazia, e sfocia nel Severn poco a sud di Chepstow.
Il Wye è il sesto fiume del Regno Unito per lunghezza e ha un bacino di circa 4.136 km².

## Navigazione e turismo
Il fiume è stato navigabile dalla foce fin oltre Monmouth dal XIV secolo. La navigazione è stata resa possibile nel XVII secolo fino a Hereford grazie a un sistema di chiuse. Il fiume è stato usato come via d'acqua interna fino alla metà del XIX secolo quando il trasporto delle merci passò alla nascente ferrovia.
Larga parte della bassa valle del fiume è stata dichiarata Area di straordinaria bellezza naturale. Il fiume Wye è poco inquinato ed è popolare per la pesca al salmone. Le rapide di Symonds Yat sono popolari tra gli appassionati della canoa. È inoltre una meta favorita dagli escursionisti che vogliono camminare lungo il Wye Valley Walk, un sentiero che va da Hay-on-Wye a Chepstow.